# Kobra sumaterská
Kobra sumaterská (Naja sumatrana) je druh plivající kobry z jihovýchodní Asie.

## Popis
Kobra sumaterská je středně dlouhý had, v průměru měří 0,9 až 1,2 metru, ačkoli může dorůst až do 1,5 metru. Tělo je zploštělé a v zadní části téměř válcovité, hlava eliptická a taktéž zploštělá, s krátkým, zaobleným čenichem a velkými nozdrami. Oči jsou středně velké, s kulatými zřítelnicemi. Hřbetní šupiny jsou hladké a silně zkosené. Typická kápě nevyniká žádným barevným vzorem, samotné zbarvení těla se pak různí podle zeměpisné polohy. Existují dva nejčastější barevné morfotypy: hnědá forma, která se běžně vyskytuje na severu Malajského poloostrova, na Sumatře a přilehlých ostrovech; a černá či modročerná forma s bledými znaky v oblasti hrdla, která se vyskytuje na většině Malajského poloostrova či na Borneu.
Vzor šupin: 19–27 řad kolem kápě (běžně 21–25); 15–19 řad ve střední části těla; 179–201 ventrálních štítků; 40–57 subkaudálních štítků; bazální subkaudální štítek je často nedělený.

## Taxonomie
Historické vymezení druhu Naja sumatrana je komplikované. Druh byl v současném pojetí poprvé definován v roce 1989. Dříve byly populace chápané jako N. sumatrana přiřazeny k několika různým poddruhům N. naja (kobra indická), zejména N. n. sumatrana (Sumatra), N. n. sputatrix (poloostrovní Malajsie; jméno N. sputatrix je v současnosti používáno pro kobru jávskou z Jávy a Malých Sund) a N. n. miolepis (Borneo, Palawan). Určitý zmatek ohledně názvosloví přetrvával i v novější toxikologické literatuře, v níž docházelo zejména k nesprávnému použití jména sputatrix pro označení N. sumatrana z poloostrovní Malajsie.

## Výskyt
Kobra sumaterská se vyskytuje v rovníkových státech jihovýchodní Asie – Bruneji, Indonésii, Malajsii, Singapuru, Thajsku a na Filipínách. V Indonésii je omezena na ostrovy Sumatra, Borneo, Bangka, Belitung a Riauské ostrovy. Možný je výskyt i na některých jiných sousedních ostrovech, včetně zbytkové populace na západní Jávě. Na Filipínách je výskyt kobry sumaterské omezen pouze na západní ostrovy, jako je Palawan, jež mohly být spojeny se Sundalandem během globálního zalednění.

## Biologie
Kobra sumaterská žije v nadmořských výškách do 1500 metrů, obývá především pralesy a druhotné tropické lesy (včetně hustých džunglí); může však pronikat i do zahrad, parků a měst, kde se pak dostává do kontaktu s člověkem. Je to suchozemský a převážně denní had, který se živí hlavně hlodavci a žábami, ačkoli loví i jiné druhy hadů, ještěrky a menší savce. Přestože se kobry sumaterské nechovají příliš agresivně, v případě ohrožení se mohou bránit pliváním jedu – a vyloučena není ani obrana přímým útokem.

## Jed
Stejně jako ostatní kobry je i kobra sumaterská vybavena postsynaptickým neurotoxinem. Jed zahrnuje také kardiotoxické a cytotoxické složky. Přestože jed N. sumatrana vykazuje charakteristickou enzymatickou aktivitu společnou pro jedy dalších asijských plivajících kober, svým složením se odlišuje od složení jedů dalších dvou sympatrických druhů, N. sputatrix a N. siamensis. Jed N. sumatrana vykazuje nízkou aktivitu proteázy, fosfodiesterázy, alkalické fosfomonoesterázy a L-aminokyselinové oxidázy, středně vysokou aktivitu acetylcholinesterázy a hyaluronidázy a vysokou aktivitu fosfolipázy A2. Vysoký podíl (až 40 %) připadá na kardiotoxické proteiny, což je více než u N. sputatrix (35 %), N. siamensis (30 %) a N. kaouthia (18 %). Střední smrtná dávka u myši činí IV LD50 0,5 mg/kg (Malajsie).